# Tabebuia trachycarpa
Tabebuia trachycarpa là một loài thực vật có hoa trong họ Chùm ớt. Loài này được (Griseb.) K.Schum. miêu tả khoa học đầu tiên năm 1894.